# Дунаев, Иван Васильевич
Ива́н Васи́льевич Дуна́ев (1922, Груздиха, Новгородская губерния — 18 октября 1943, Зелёное, Кировоградская область) — участник Великой Отечественной войны, командир танка Т-34 разведывательного отряда 18-го танкового корпуса 5-й гвардейской танковой армии (Степной фронт). Лейтенант. Герой Советского Союза (1944).

## Биография
Иван Васильевич Дунаев родился в 1922 году в крестьянской семье. Окончил Холмскую школу в июле 1940 года. Осенью того же года был призван в ряды Красной Армии. Участник Великой Отечественной войны с 1941 года.
В октябре 1943 года 5-я гвардейская танковая армия была передана в состав Степного фронта. В ночь на 15 октября началась переброска через Днепр боевой техники. В районе Мишурина Рога инженерными частями были подготовлены четыре 40-тонных парома. Первым был переправлен разведывательный отряд, в составе которого находился экипаж лейтенанта Дунаева. Танкисты встретили сопротивление немецких войск.
18 октября 18-й танковый корпус вступил в ожесточённый бой за населённый пункт Зелёное. Село было окружено мощной системой оборонительных сооружений. Но, прорвав вражеское заграждение, экипаж Дунаева ворвался на одну из боковых улиц. Давя гусеницами машины и немецких солдат, танк проходил улицу за улицей. В этом бою он был подбит, но экипаж не покинул горящую машину и продолжал сражаться. Когда пламя добралось до боезапаса, машина взорвалась вместе с экипажем. Танкисты уничтожили 146 солдат и офицеров противника, 15 транспортных автомашин и танк. Своими действиями они дезорганизовали противника и помогли советским войскам освободить село.

За проявленное мужество и геройство, чем обеспечил выполнение боевой задачи, тов. Дунаев достоин посмертного присвоения звания «Герой Советского Союза». — из наградного листа
Представление было подписано командующим войсками 2-го Украинского фронта Маршалом Советского Союза И. С. Коневым. Звание Героя Советского Союза было присвоено 10 марта 1944 года.
Лейтенант И. В. Дунаев был похоронен на месте боёв.

## Награды
- Медаль «Золотая Звезда» (10 марта 1944),
- орден Ленина.

## Память
- В Зелёном построен мемориальный комплекс памяти подвига танкистов экипажа Дунаева и названа улица именем Героя.
- Именем Героя названа улица в городе Холм Новгородской области.
- Ранее его имя носила пионерская дружина Каменской школы Холмского района.